# Излятино
Излятино — деревня в Мосальском районе Калужской области. Входит в состав муниципального образования сельского поселения «Деревня Воронино».
Общая площадь деревни составляет 21,2 гектара, из которых территория объектов жилой застройки — 9,7 гектара, земли сельскохозяйственного использования — 10,8 гектара, транспортной инфраструктуры и рекреационного использования — менее гектара (0,4 и 0,3 соответственно).
Излятино находится в 1 километре к югу от центра административного поселения — деревни Воронино, на левом берегу реки Ресса, высота центра селения над уровнем моря — 193 м. Часть жилой застройки в Излятино попадает в зону затопления Рессы.
С остальными населёнными пунктами Излятино связано грунтовой дорогой «Корное — Богатищево» участком протяжённостью 0,77 км.

## Население
| 2002 | 2010 |
| ---- | ---- |
| 14   | ↘10  |